# Live in Europe (album de Rory Gallagher)
Pour l’article homonyme, voir Live in Europe.
Albums de Rory Gallagher
Deuce
(1971) Blueprint
(1973)
Live in Europe, paru en 1972, est le troisième album de Rory Gallagher, le premier enregistré en public.

## L'album
L'album a été enregistré pendant la tournée européenne de Rory Gallagher qui eut lieu de février à mars 1972.

Dernier album avec Wilgar Campbell.
Buddah Records a réédité l'album en 1999 avec deux titres supplémentaires.
Trois titres sont de Rory Gallagher, deux sont des reprises, les quatre autres sont des adaptations de titres de musique traditionnelle.

## Les musiciens
- Rory Gallagher : voix, guitare, harmonica
- Gerry McAvoy : basse
- Wilgar Campbell : batterie

## Les titres
| No | Titre                   | Durée |
| -- | ----------------------- | ----- |
| 1. | Messin' With the Kid    | 6:25  |
| 2. | Laundromat              | 5:12  |
| 3. | I Could've Had Religion | 8:35  |
| 4. | Pistol Slapper Blues    | 2:54  |
| 5. | Going to My Hometown    | 5:46  |
| 6. | In Your Town            | 10:03 |
| 7. | Bullfrog Blues          | 6:47  |

| 8. | What in the World | 7:40 |
| 9. | Hoodoo Man        | 6:02 |

## Informations sur le contenu de l'album
- Laundromat est tiré de Rory Gallagher, In Your Town de Deuce et tous les autres titres sont inédits en album.
- Messin' With the Kid est une reprise de Junior Wells (1960).
- Pistol Slapper Blues est une reprise de Blind Boy Fuller (1938).
- Bullfrog Blues est une reprise de Canned Heat (1967).